# Kyllinga stenophylla
Kyllinga stenophylla är en halvgräsart som beskrevs av Karl Moritz Schumann och Charles Baron Clarke. Kyllinga stenophylla ingår i släktet Kyllinga och familjen halvgräs. Inga underarter finns listade i Catalogue of Life.